# Thysanomitrion fuscolutescens
Thysanomitrion fuscolutescens là một loài Rêu trong họ Dicranaceae. Loài này được (Renauld & Cardot) Broth. miêu tả khoa học đầu tiên năm 1924.